# Žilj
Žilj (lat. Pancratium), rod mirisnih trajnica iz porodice zvanikovki (Amaryllidaceae). Priznato je 25 vrsta, od kojih jedna raste i u Hrvatskoj, primorski žilj ili balučka (P. maritimum)

## Vrste
1. Pancratium arabicum Sickenb.
2. Pancratium bhramarambae Sadas.
3. Pancratium biflorum Roxb.
4. Pancratium canariense Ker Gawl.
5. Pancratium centrale (A.Chev.) Traub
6. Pancratium donaldii Blatt.
7. Pancratium foetidum Pomel
8. Pancratium illyricum L.
9. Pancratium landesii Traub
10. Pancratium linosae Soldano & F.Conti
11. Pancratium longiflorum Roxb. ex Ker Gawl.
12. Pancratium maritimum L.
13. Pancratium maximum Forssk.
14. Pancratium nairii Sasikala & Reema Kumari
15. Pancratium parvicoronatum Geerinck
16. Pancratium parvum Dalzell
17. Pancratium sanctae-mariae Blatt. & Hallb.
18. Pancratium sickenbergeri Asch. & Schweinf.
19. Pancratium telanganense Sadas.
20. Pancratium tenuifolium Hochst. ex A.Rich.
21. Pancratium tortuosum Herb.
22. Pancratium trianthum Herb.
23. Pancratium triflorum Roxb.
24. Pancratium verecundum Aiton
25. Pancratium zeylanicum L.